# Bruno de Jesus Pacheco
Bruno de Jesus Pacheco (Pirassununga, 8 dicembre 1991) è un calciatore brasiliano, difensore del Fortaleza.

## Caratteristiche tecniche
È un terzino sinistro.

## Palmarès

### Club

#### Competizioni regionali
- Copa do Nordeste: 2

Ceará: 2020
Fortaleza: 2024

#### Competizioni statali
- Campionato Cearense: 1

Fortaleza: 2023